# Кожильское (сельское поселение, Глазовский район)
Ко́жильское — упразднённое муниципальное образование со статусом сельского поселения в составе Глазовского района Удмуртии.
Административный центр — деревня Кожиль.
Законом Удмуртской Республики от 29.04.2021 № 38-РЗ упразднено в связи с преобразованием муниципального района в муниципальный округ.

## Население
| 2010  | 2012  | 2013  | 2014  | 2015  | 2016  | 2017  |
| ----- | ----- | ----- | ----- | ----- | ----- | ----- |
| 2315  | ↗2357 | ↗2364 | ↗2406 | ↘2337 | ↘2269 | ↘2208 |
| 2018  | 2019  | 2020  |       |       |       |       |
| ↘2160 | ↘2084 | ↘2046 |       |       |       |       |

## Состав
В состав сельского поселения входят 14 населённых пунктов:
- деревня Кожиль
- деревня Верхняя Убыть
- село Дзякино
- Дома 1143 км
- Дома 1147 км
- деревня Извиль
- деревня Карасево
- станция Кожиль
- деревня Кыпка
- деревня Нижняя Кузьма
- деревня Нижняя Убыть
- деревня Сянино
- разъезд Разъезд Убыть 1152 км
- деревня Чура